# Сариев, Мурат Жарылгапович
Мурат Жарылгапович Сариев (каз. Мұрат Жарылғапұлы Сариев; 28 ноября 1963, Марыйская область, Туркменская ССР, СССР — 20 июля 2020, Жанаозен, Казахстан) — казахстанский врач анестезиолог-реаниматолог, опытный организатор здравоохранения. Отличник здравоохранения Республики Казахстан (2009).

## Биография
Родился 28 ноября 1963 года в Марыйской области Туркменской ССР.
В 1982 году окончил Марыйское областное медицинское училище Республики Туркменистан по специальности «фельдшер». В 1992 году окончил педиатрический факультет Актюбинского государственного медицинского института.
Трудовую деятельность начал в 1982 году фельдшером в Марыйской областной центральной районной больнице Республики Туркменистан.
С 1993 по 2002 год — врач анестезиолог-реаниматолог, заведующий отделением реанимации в Жанаозенской городской центральной больнице Мангистауской области.
С 2002 по 2007 год — главный врач Жанаозенской городской поликлиники Мангистауской области.
С 2011 по 2020 год — главный врач Жанаозенской городской центральной больницы и организатор здравоохранения города.
Скончался 20 июля 2020 года в Жанаозене от пневмонии.

### Общественная деятельность
С 2004 по 2011 год и с 2016 по 2020 год — депутат Жанаозенского городского маслихата ІІІ, ІV, VІ созывов.
С 2007 по 2011 год — секретарь Жанаозенского городского маслихата и председатель городского филиала партии «Нур Отан».
С 2012 по 2016 год — депутат Мангистауского областного маслихата V созыва.

## Награды и звания
- 2009 — Нагрудный знак Министерства здравоохранения РК «Отличник здравоохранения»
- 2013 — Указом президента Республики Казахстан от 7 декабря 2013 года награждён орденом «Курмет» за заслуги в области здравоохранения и многолетнюю добросовестную работу
- Благодарственное письмо Первого Президента Республики Казахстан (дважды)
- Правительственные медали, в том числе:
  - Медаль «10 лет Конституции Республики Казахстан» (2005)
  - Медаль «10 лет Астане» (2008)
  - Юбилейная медаль «Жаңаөзен қаласына 40 жыл» (2008)
  - Медаль «20 лет независимости Республики Казахстан» (2011)
  - Медаль «20 лет маслихатам Республики Казахстан» (2014)
  - Медаль «20 лет Конституции Республики Казахстан» (2015)
  - Медаль «25 лет независимости Республики Казахстан» (2016)
  - Юбилейная медаль «Жаңаөзен қаласына 50 жыл» (2018) и др.